# Марета (Болцано)
Марета је насеље у Италији у округу Болцано, региону Трентино-Јужни Тирол.
Према процени из 2011. у насељу је живело 673 становника. Насеље се налази на надморској висини од 1049 м.